# فرایند سوختن نئون
فرایند سوختن نئون(به انگلیسی: Neon-burning process) مجموعه‌ای از فرایندهای همجوشی هسته‌ای است که در ستاره‌های بسیار سنگین (حداقل ۸ برابر جرم خورشید) اتفاق می‌افتد. این فرایند به دما و چگالی بسیار زیاد نیازمند است (حدود ۱٫۲×۱۰۹ K یا ۱۰۰ KeV و ۴×۱۰۹ kg/m۳).